# Hebeloma atrobrunneum
Hebeloma atrobrunneum là một loài nấm ở Hymenogastraceae.